# Астроном

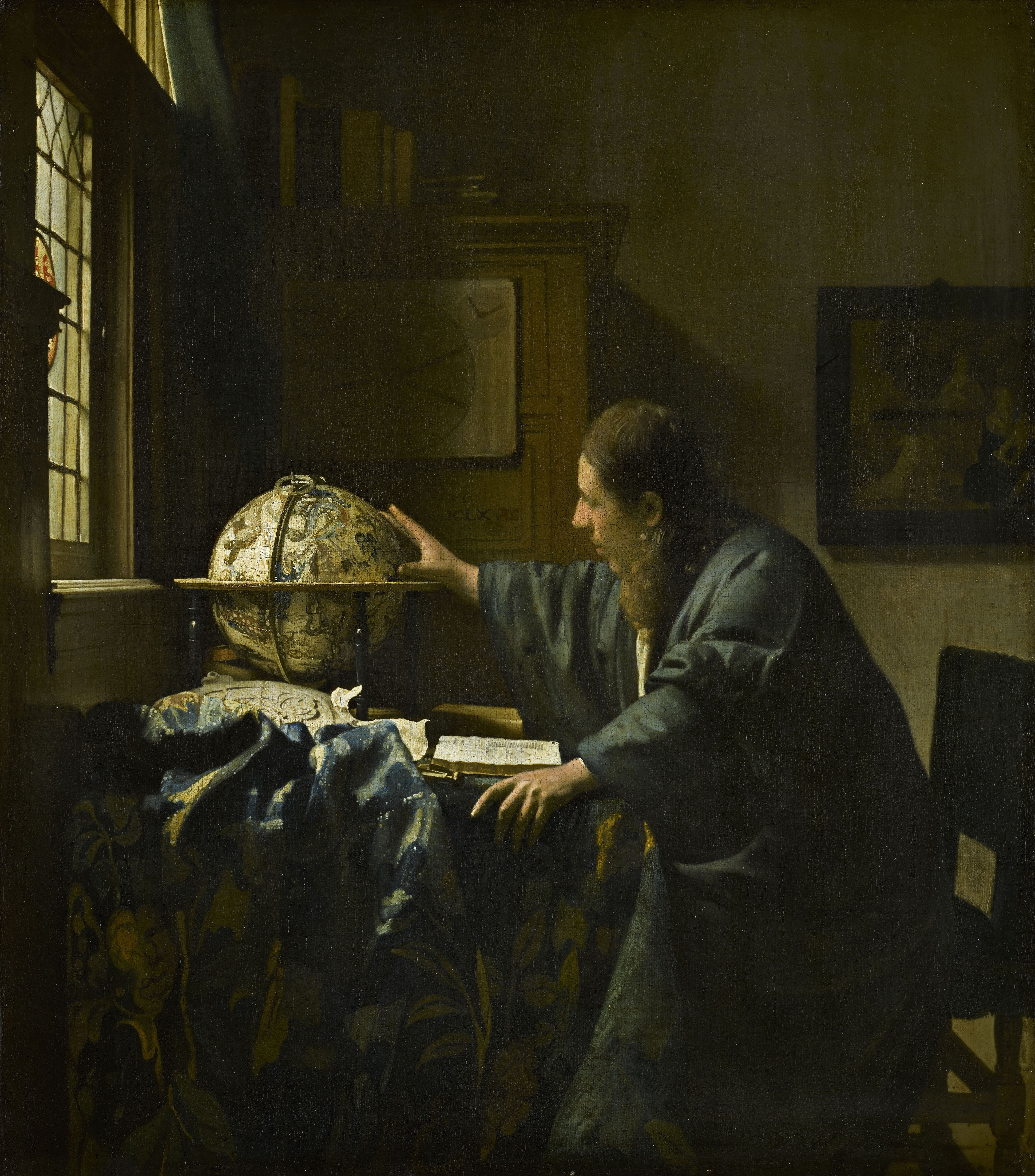
Картина «Астроном» художника Яна Вермера.

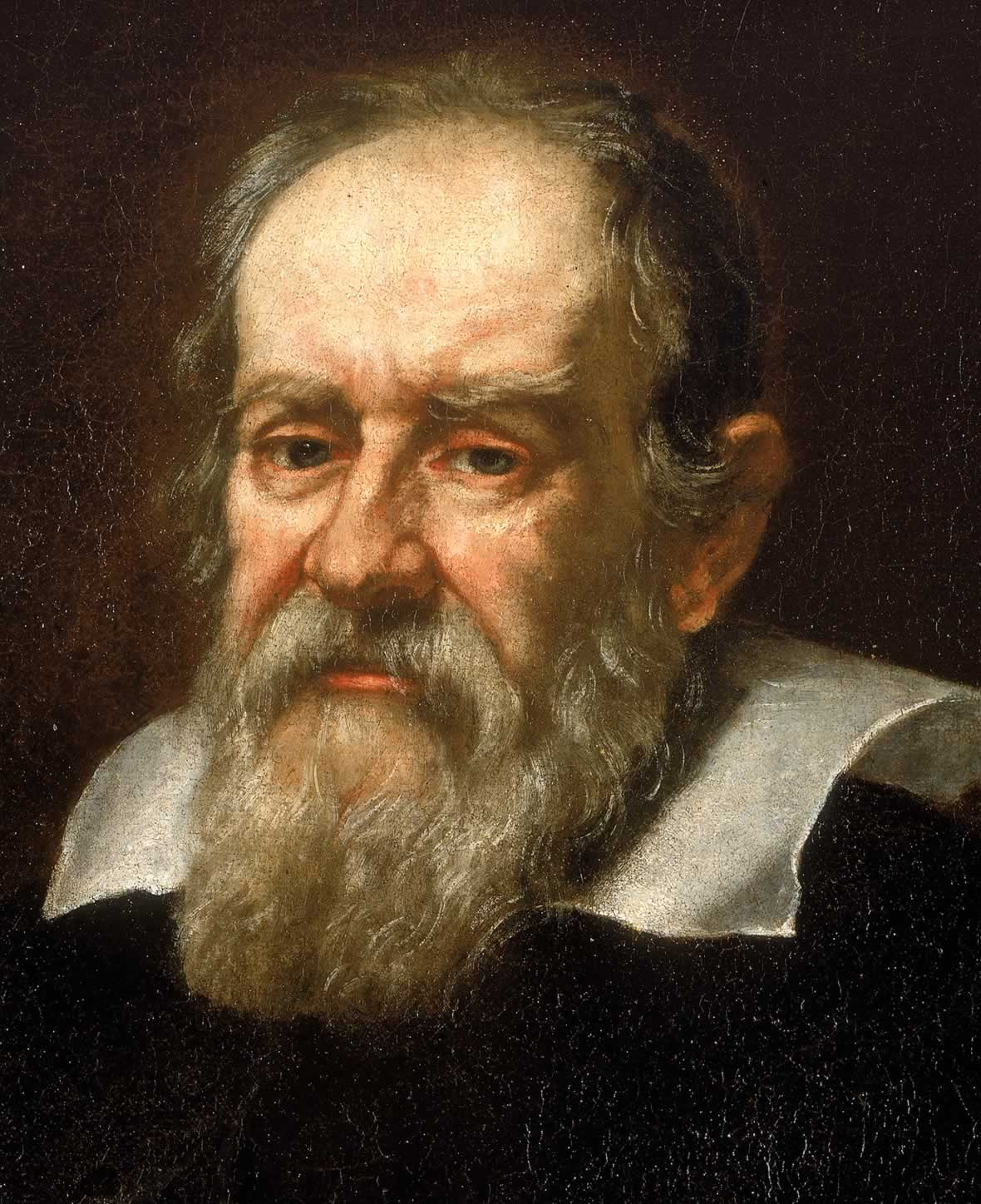
Галілео Галілей першим став використовувати телескоп для спостереження небесних тіл.

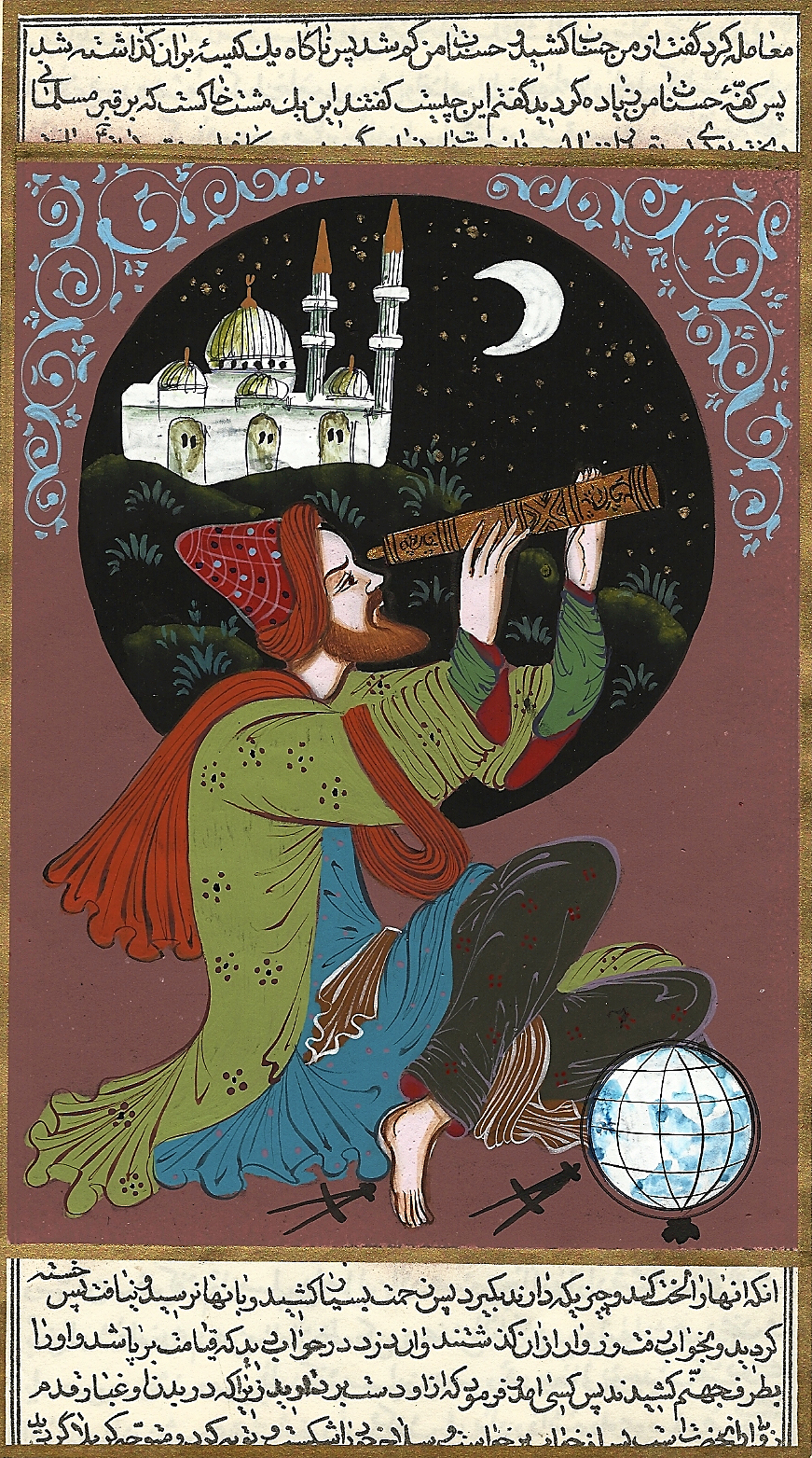
Астроном, ілюстрація з книги.

Астроно́м (ст.-укр. остроном) — науковець, що досліджує зорі, планети і їхні супутники, комети й метеоритні тіла, туманності, зоряні системи й речовину, що заповнює простір між зорями і планетами, у якому б стані вона не перебувала.
Зібрані астрономами дані про будову й розвиток небесних тіл, про їх положення і рух у просторі дозволяють отримати уявлення про будову Всесвіту в цілому.
Основним інструментом астрономів упродовж століть був оптичний прилад — телескоп. Сучасні телескопи — це дуже складні оптико-механічні пристрої, що дозволяють спостерігати випромінення зірок, зокрема поза видимим спектром світла. Однак тепер до арсеналу астрономів додалися нові інструменти спостережень — радіотелескопи та космічні телескопи, встановлені на штучних супутниках, орбітальних станціях і космічних кораблях.

## Професія астронома

### Історія
Історично астрономія більше займалася калсифікацією та описом небесних явищ, тоді як астрофізика старалася пояснити ці явища й різницю між ними, застосовуючи закони фізики. Сьогодні це розрізнення майже зникло, і терміни «астроном» і «астрофізик» практично взаємозамінні. Фахові астрономи — це високо освічені особи, що звичайно мають ступінь доктора у фізиці або астрономії, затрудені в дослідницьких закладах або університетах.

### Сьогодення
Левова частка робочого часу астронома йде на зіставлення і аналіз отриманих даних. Використання апаратури, що дозволяє робити точні спостереження, коштує дорого, тому становить відносно невелику частку робочого часу астронома. Надпотужні телескопи можна перелічити на пальцях, і черга на них розписана на роки вперед, і потрапити в неї досить складно, оскільки треба переконати наукову спільноту, що заплановане дослідження має науковий сенс.
За допомогою комп'ютерів астрономи складають зоряні карти, прораховують траєкторії переміщень небесних тіл. Конкретна робота залежить від спеціалізації астронома. Як і в будь-якій науці, в астрономії існує безліч напрямів: космологія, небесна механіка і зоряна динаміка, астрофізика, радіоастрономія, фізика галактик, зірок, астрономічне приладобудування тощо.
Специфіка професії астронома: астрономія — одна з наук, де результати видно не відразу. Така робота не пасує тим, кому важливо бачити щоденні плоди своєї професійної діяльності. Також астроном повинен мати інтерес до науки і відкриттів.

## Астрономи в Україні
Технічні заклади вищої освіти не готують астрономів, проте в педагогічних вишах є спеціальність учителя фізики та астрономії, а професійних астрономів готують у  національних університетах — Одеському, Київському, Харківському і Львівському. Після 4-го курсу астрономи отримують ступінь бакалавра фізики, а після 5-го — фахівця або магістра астрономії.
Кар'єрний шлях астронома в Україні такий самий, як і в будь-якій іншій сфері науки: навчання у виші, аспірантура, кандидатська дисертація, захист, наукова робота, докторська і т. д. З отриманням нового наукового звання росте і кваліфікаційний розряд, від якого в першу чергу залежить заробітна плата. Астрономи, що мають гарну фізико-математичну і комп'ютерну підготовку та найвищий рейтинг за системою SCOPUS, прийнятою Міністерством освіти і науки, входять у першу сотню найбільш рейтингових учених. Активна молодь, що вивчає астрономію, має можливість закордонних поїздок і грантів, що також додає фаховості.

## Астрономи-аматори
Тоді як фахових астрономів відносно небагато, астрономія досить популярна серед аматорів. У більшості міст існують аматорські астрономічні клуби, що регулярно збираються й часто організують так звані зоряні вечірки (англ. star parties). Тихоокеанське астрономічне товариство — найбільше загальне астрономічне товариство у світі, що включає як фахових і професійних астрономів, так і педагогів з 70 країн.
Як у випадку з будь-яким іншим хобі, астрономи-аматори можуть присвячувати кілька годин на місяць спостереженню зір і ознайомленню з найновішими дослідженнями й відкриттями в галузі. А втім, астрономи-аматори обіймають цілий спектр від «крісельних астрономів» до осіб, що володіють телескопами й іншими інструментами професійного рівня, за допомогою яких вони можуть робити свої власні відкриття, створювати астрофотографії та допомагати в дослідженнях фаховим астрономам.